# Суррей
Су́ррей (англ. Surrey [ˈsʌri]) — историческое и церемониальное графство в южной Англии, часть региона Юго-Восточная Англия, одно из так называемых «Домашних графств» (Home Counties). Административный центр — лондонский боро Кингстон-апон-Темс, хотя исторический город графства — Гилфорд. Население — 1 098 300 человек (оценка 2007 года).

## География
Значительная часть территории графства приходится на лесистую местность. Есть меловые взгорья. Холмы Норт Доунс пересекают Суррей с запада на восток и делят его на две части: северную — плодородную и южную — холмистую и пересеченную. Западная часть Суррея в значительной степени покрыта вереском; на юго-западе много холмов, из которых Лейт Гилль достигает 1000 футов над уровнем моря. Единственная значительная река — Вэй.

## Административное деление
В состав графства входят 11 административных районов:
|  | 1. Спелторн 2. Раннимид 3. Суррей-Хит 4. Уокинг 5. Элмбридж 6. Гилфорд 7. Уэверли 8. Мол-Вэлли 9. Эпсом-энд-Юэлл 10. Райгит-энд-Банстед 11. Тандридж |

## В культуре
- В западной части Суррея расположено вымышленное родовое поместье Сток-Морон, где разворачиваются события рассказа «Пёстрая лента» из сборника «Приключения Шерлока Холмса» Артура Конан Дойля.
- В Суррее находится вымышленный город Литтл-Уингинг, в котором жил Гарри Поттер — главный герой романов Джоан Роулинг и фильмов по ним;
- В романтической комедии «Отпуск по обмену» Айрис (Кейт Уинслет) живёт в Суррее, по сюжету в её доме поселяется Аманда (Кэмерон Диаз).
- В романе Джейн Остин «Эмма» действие происходит в вымышленном городке Хайбери графства Суррей.